# 佐藤克實
佐藤 克實（さとう かつみ）は、日本の実業家。学校法人日通学園理事、評議員。前流通経済大学校友会会長。

## 人物
1965年、この年に開校した流通経済大学に1期生として入学。在学中は、長島賢二教授（経営労務論）のゼミナールに所属。
卒業後の1969年、日本通運株式会社に入社。国際航空貨物輸送部門（東京航空支店）に所属し、米国・英国・ドイツ等海外現地法人での通算23年に及ぶ海外勤務を経験する。
在職中の想い出として、ニューアーク・リバティー国際空港と日本を結ぶ航空路線開設に際し、貨物輸送分野について日本企業との提携を模索していたユナイテッド航空と交渉、同空港と日本を結ぶ高速国際航空貨物輸送サービスの開始を実現した事。提携を契機とした日米友好を願い、日本から桜の苗木を20本寄贈し、空港周辺に桜並木を整備した事をあげている。
日本ヴォパック社長退任後の2012年4月。卒業生団体、流通経済大学校友会の第3代会長に就任。2017年の会長退任後も、法人の理事、評議員として学園の運営に携わっている。

## 経歴
- 1965年：流通経済大学経済学部 入学
- 1969年：流通経済大学経済学部 卒業
- 1969年：日本通運株式会社 入社。国際航空貨物輸送部門(東京航空支店)に勤務。後に、英国日本通運社長[4],日本通運株式会社海外企画部長を歴任。[5]
- 2005年：同社 常務執行役員[2](欧州地域総括,ドイツ日本通運社長兼スイス日本通運社長)[6]
- 2008年：日本ヴォパック株式会社 代表取締役 社長[2]
- 2012年：流通経済大学校友会 第3代会長(2017年3月まで)[3]
- 2013年：学校法人日通学園理事・評議員[7](現在に至る)
- 2017年：流通経済大学校友会 顧問[8](現在に至る)